# Camerún en los Juegos Olímpicos de Tokio 1964
Camerún estuvo representado en los Juegos Olímpicos de Tokio 1964 por un deportista que compitió en atletismo.  
El equipo olímpico camerunés no obtuvo ninguna medalla en estos Juegos.